# Complesso Zangi-Ata
Il complesso Zangi-Ata è un complesso religioso a 5 km sud dal centro di Tashkent in Uzbekistan.

## Storia
Prende il nome da Ay-Khoja Sheikh un religioso che venne soprannominato Zangi-Ata che significa "padre scuro" per via della sua carnagione. Egli fu un importante sufi che visse tra la fine del XII e la metà del XIII secolo a Tashkent. La costruzione del complesso ha delle note leggendarie perché si dice che Tamerlano scelse di erigere in questo luogo un mausoleo ad Ahmad Jassavi, un altro religioso. Non appena eretto il primo muro per oscure ragioni crollò, subito dopo lo stesso Ahmad Jassavi apparve in sogno a Tamerlano dicendo di erigere prima un monumento ad Ay-Khoja Sheikh. Così avvenne, il monumento venne eretto e il mausoleo ad Ahmad Jassavi venne costruito solo nel XX secolo senza problemi.
Nel 1914-1915 venne eretto il minareto con una particolare forma che consente due punti diversi di affaccio, una costruzione unica in tutto l'Uzbekistan.
Accanto al mausoleo Zangi-Ata vi è quello della moglie, Ambar-Bibi.

## Galleria d'immagini

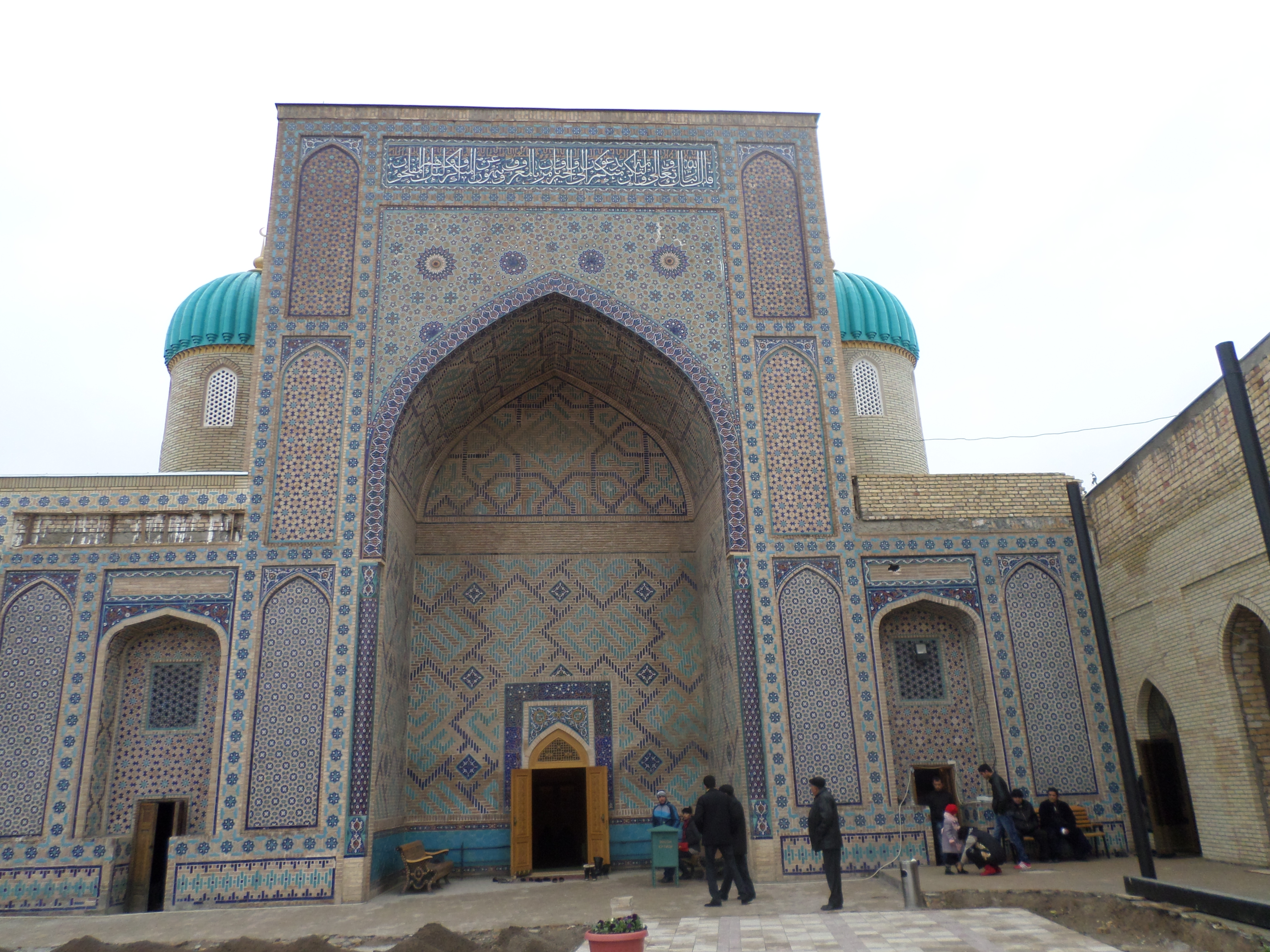
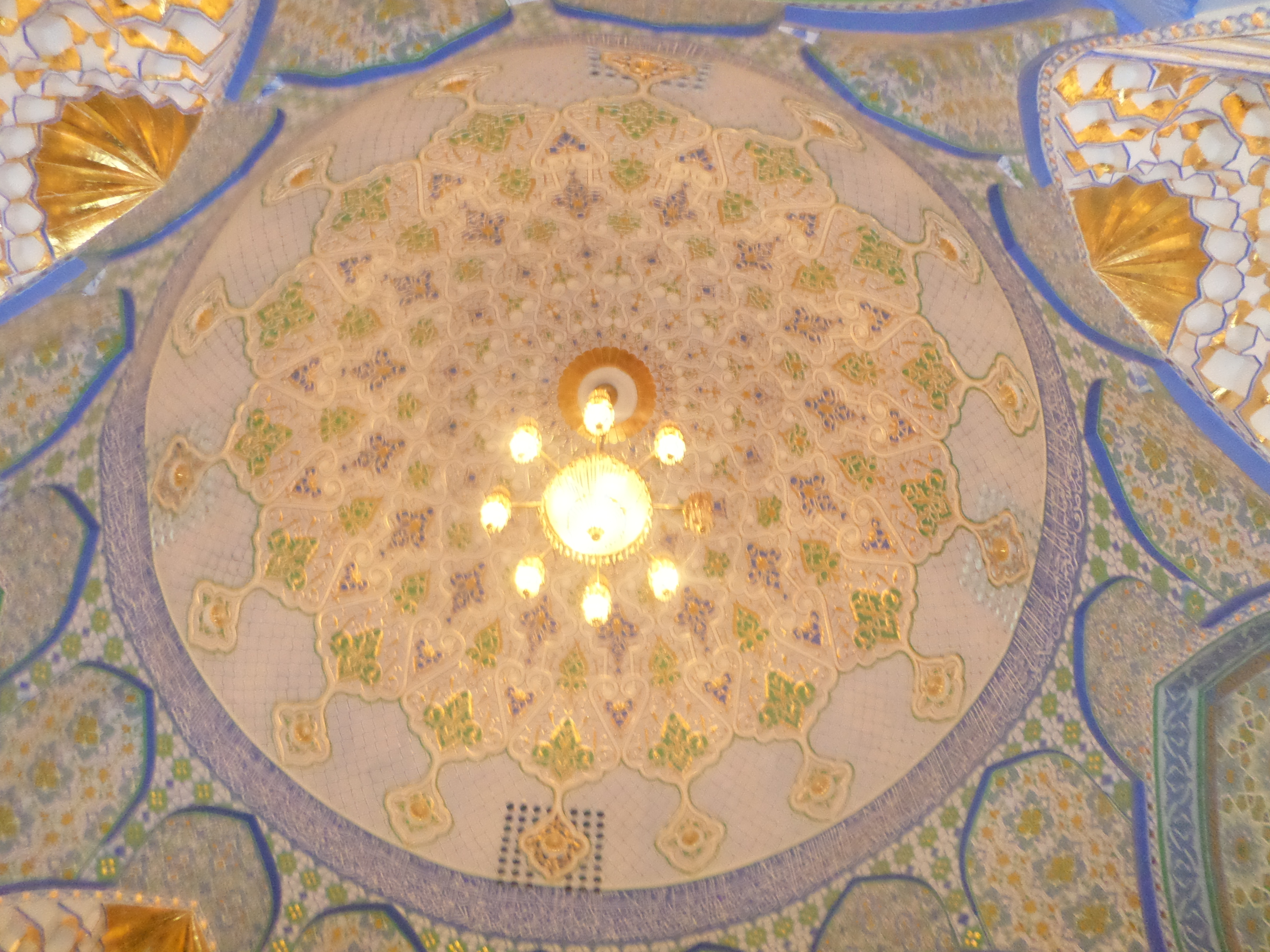
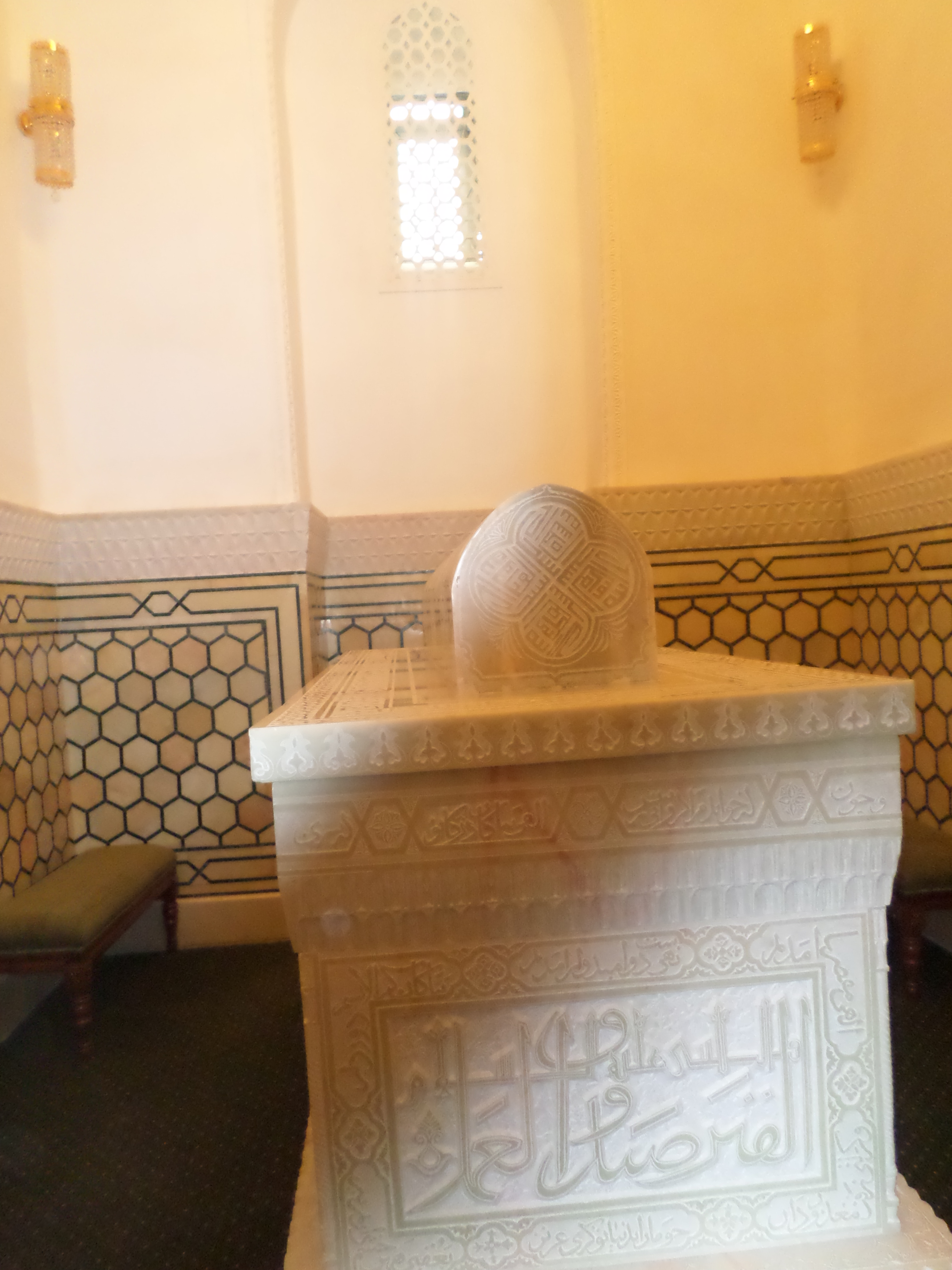
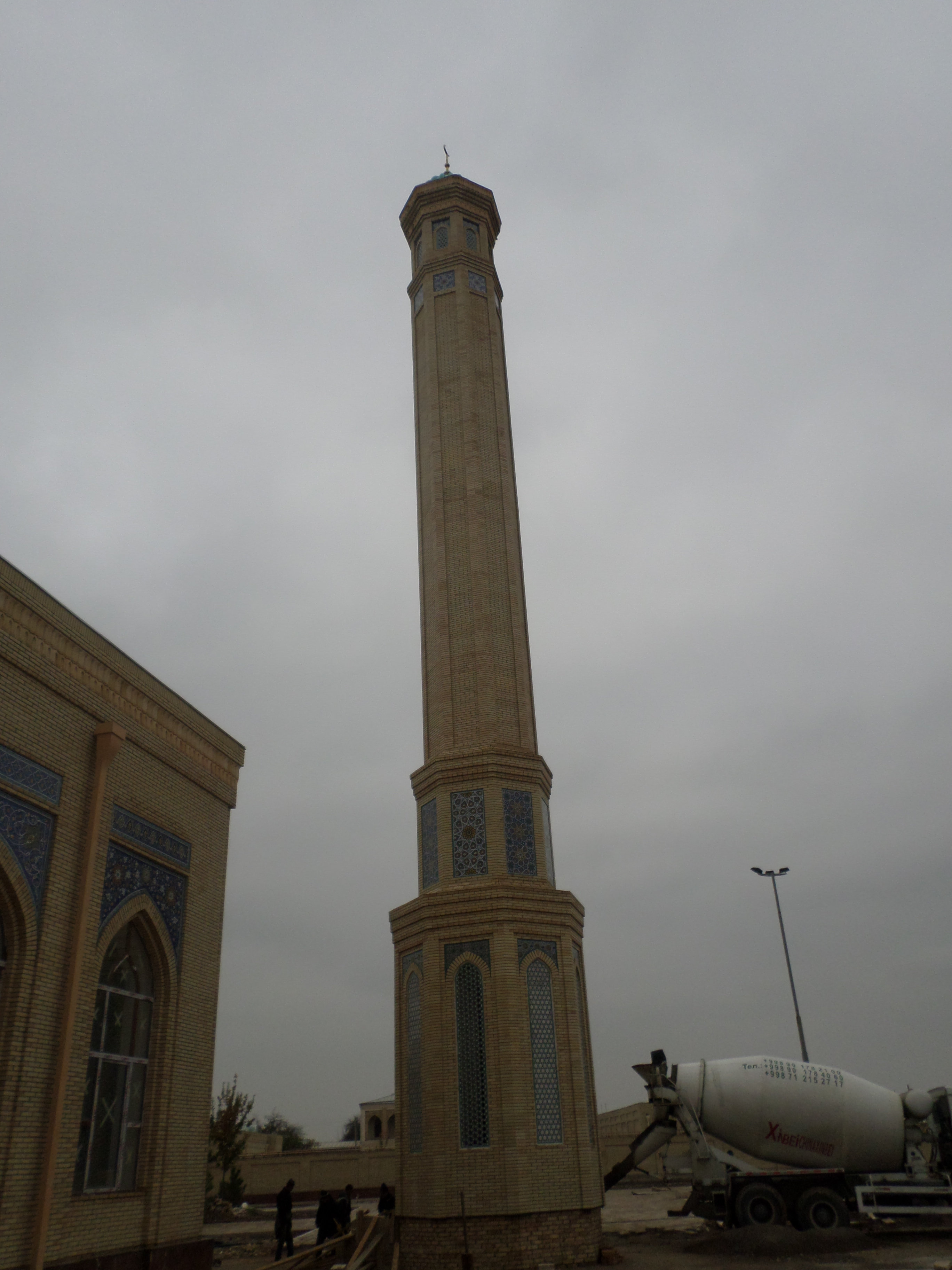